# Marco Ceriani
Monsignor Marco Ceriani (Vanzago, 1906 – Parabiago, 1995) è stato un presbitero e storico italiano della Chiesa cattolica di Rito ambrosiano.

## Biografia
Completò i suoi studi teologici conseguendo la Licenza, presso la Pontificia Facoltà Teologica e Giuridica a Milano, venne consacrato il 14 giugno 1930 e destinato a Parabiago, non lontano dal suo paese natio, come coadiuvatore assistente delle organizzazioni maschili. Partecipa attivamente alle attività culturali e giovanili della cittadina lombarda, tanto da fondarvi nel 1939 la Scuola d'Avviamento Professionale a tipo Industriale, di cui rimase direttore fino al 1955.
Negli anni della Seconda guerra mondiale, partecipa alla lotta partigiana tra le file dei cosiddetti Azzurri, di orientamento democristiano.Avvisato nottetempo di una possibile rappresaglia si rifugiò, in bicicletta, presso il seminario di Venegono Superiore.
Organizzò il rientro dei reduci mediante l'"Ufficio assistenza combattenti e reduci"(fondato da lui stesso per l'assistenza ai soldati) facendoli prelevare alle frontiere con autocarri messi a disposizione dagli industriali parabiaghesi. Per questi reduci organizzò turni di soggiorni presso "Villa Annetta" in Gignese.
A guerra finita, nel 1946 diventa Rettore del nuovo Santuario di San Felice in Parabiago, fondò una Cooperativa Edile per la costruzione di case popolari, realizzò l'asilo infantile a Ravello e dal 1952 resse l'Archivio Capitolare di Sant'Ambrogio.
Dopo l'ottenimento del Diploma di Paleografia Archivistica e Diplomatica a pieni voti e cum laude, lo perfezionà presso la Scuola vaticana di paleografia diplomatica e archivistica e la Scuola bibliografica di Firenze; quindi nel 1958, viene eletto Monsignore Onorario dell'Arcibasilica di Milano dal cardinale Giovanni Battista Montini.
Negli anni successivi affianca il Prevosto di Parabiago Don Carlo Villa, per la realizzazione della Grande Impresa delle Opere Parrocchiali e nel 1963 diviene economo della Parrocchia.

## Passione storiografica
Don Marco Ceriani, come viene ancora ricordato dai parabiaghesi, è stato però molto attivo in campo culturale, divenendo il principale storico parabiaghese del XX secolo.
Pubblicò alcuni libri, tra i quali il più importante è sicuramente Storia di Parabiago, vicende e sviluppi dalle origini ad oggi (1948), per la cui realizzazione ha impegnato la sua passione di archivista, andando a ricercare negli archivi comunali, ma soprattutto parrocchiali, e dai quali ha tratto importantissime nozioni ed informazioni sulla vita storica, politica e religiosa della cittadina dell'Altomilanese, facendo così scoprire ai suoi concittadini l'importanza storica che ebbe nei secoli il suo paese d'adozione. Ancora oggi questo suo importante lavoro è considerato il principale testo parabiaghese.
Ancora nel 1965 organizza in paese un'importante mostra su Giuseppe Maggiolini, grande ebanista neoclassico "indigeno", e scelse come scenario la  Villa Corvini, gioiello tardo-rinascimentale del centro di Parabiago.

## Opere
- 1947 - Il Santuario di San Felice in Parabiago - Alfieri e Lacroix, Milano
- 1947 - L'Ufficio Assistenza Combattenti di Parabiago - Unione Tipografica, Milano
- 1948 - Storia di Parabiago, vicende e sviluppi dalle origini ad oggi - Unione Tipografica, Milano
- 1958 - I Codici dell'Archivio Capitolare di Sant'Ambrogio in Milano, Volume I (ragguaglio)
- 1958 - Le Carte dell'Archivio Capitolare di Sant'Ambrogio in Milano, Catalogo Analitico (ragguaglio)
- 1960 - Le Pergamene dell'Archivio Capitolare di Sant'Ambrogio in Milano, tre volumi "pro manuscripto", Catalogo Analitico
- 1965 - Giuseppe Maggiolini, principe dell'intarsio - La Commerciale, Milano
- 1966 - Catalogo della mostra di G. Maggiolini - Tipografia Rabolini, Parabiago
- 1970 - Pagine Sparse di Storia Parabiaghese -
- 1975 - Giuseppe Giannini, clinico insigne - Landoni, Milano
- 1985 - La mia bella Chiesa parrocchiale dei SS. Gervaso e Protaso - Landoni, Milano